# دیوید مک‌کنزی (دوچرخه‌سوار)
دیوید مک‌کنزی (انگلیسی: David McKenzie؛ زادهٔ ۶ اوت ۱۹۷۴) دوچرخه‌سوار اهل استرالیا است.